# Кудова-Здруй
Кудова-Здруй (пол. Kudowa-Zdrój, чеськ. Lázně Kudova, Lázně Chudoba, нім. Bad Kudowa) — місто в південно-західній Польщі,  в центральних Судетах.
Належить до Клодзького повіту Нижньосілезького воєводства.

## Пам'ятки
Місто відоме насамреред тим, що в його околицях в селі Чермна, знаходиться незвичайна Каплиця черепів, стіни якої викладені зі справжніх людських черепів (Kaplica Czaszek(пол.)).

## Демографія
Демографічна структура станом на 31 березня 2011 року:
|          | Загалом | Допрацездатний вік | Працездатний вік | Постпрацездатний вік |
| -------- | ------- | ------------------ | ---------------- | -------------------- |
| Чоловіки | 146     | 29                 | 106              | 11                   |
| Жінки    | 142     | 30                 | 84               | 28                   |
| Разом    | 288     | 59                 | 190              | 39                   |